# Rephlex Records
Rephlex Records är ett skivbolag grundat 1991 av Richard D. James och Grant Wilson-Claridge. Av bolagets mest kända artister finns många förgrundsgestalter inom elektronisk musik som Aphex Twin, Mike Paradinas och Luke Vibert.

## Kända artister
| - AFX - Bochum Welt - Bogdan Raczynski - Ceephax Acid Crew - Cylob - D'Arcangelo | - DMX Krew - Global Goon - Peter Green - Luke Vibert - P.P. Roy - Seefeel | - Squarepusher - The Tuss - Universal Indicator - Voafose - Wisp - Vulva |